# 中村氏 (因幡国)
中村氏（なかむらし）は、日本の氏族のひとつで、因幡山名氏の重臣の一族。

## 経歴
中村氏は因幡国高草郡内海を本貫地とする一族で代々山名氏に仕えた。中村城（後述）を居城としていたといわれ、高草・気多・法美・八東郡の各地に所領を有していた。中村系図によれば初代を中村新三郎政重といい、布勢仙林寺合戦などで功をなした。政重は天文14年（1545年）に新山城番を命じられるなど、因幡山名氏の重臣として活躍したが天文15年（1546年）に因幡山名氏と対立する山名祐豊に引き抜かれた後は但馬山名氏の家臣となった。その後は但馬山名氏から派遣された山名豊数に仕えたが、永禄4（1561年）から永禄6年（1563年）のわずか2年間に若桜表合戦で政重、湯所口の戦いにおいて政重の子・中村豊重らが相次いで討死する事態に見舞われた。中村氏の家中では政重、豊重らの立て続く死に混乱が起こるも家督は豊重子息の中村国重が継承することで決定した。その後の中村氏の動向については不明であるが、天正期に山名豊国の家臣であった中村春続は中村氏の一族といわれる。江戸時代には中村氏子孫は鳥取池田氏に仕えたと伝えられ、現在、影写本ながら東京大学に「中村文書」が存在している。

## 中村城
『因伯古城跡図誌』によれば高草郡内海中村（現・鳥取県鳥取市内海中)には「中村城跡」が存在しているという。中村城は中村氏の拠点と考えられており、前掲書内の絵図には山頂に約10、9メートル四方の削平地が2箇所描かれている。ただ、現時点においてこの中村城と中村氏の関係について推測の域を出ておらず、関係史料や伝承も知られていない。

## 系図
```
   
中村政重
（藤原姓・初代）
　　　 ┃
　　　
豊重

　　　 ┣━━━━━━━━━┓
　　
国重
（鍋法師丸）　   兄・某
```